# 作登瑶族乡
作登瑶族乡是中华人民共和国广西壮族自治区百色市田东县下辖的一个民族乡。

## 行政区划
作登瑶族乡下辖以下村级行政区划单位：
登高村、大板村、训信村、新安村、石湾村、陇接村、敬布村、三陇村、陇桃村、坡教村、平略村、陇那村、巴立村、梅林村、陇祥村、驮瓜村、坡圩村、江那村、新发村、陇穷村和摩天岭村。